# Dodd City (Texas)
Dodd City es un pueblo ubicado en el condado de Fannin, en el estado estadounidense de Texas. Según el censo de 2020, tiene una población de 369 habitantes.

## Geografía
Dodd City se encuentra ubicado en las coordenadas 33°34′32″N 96°4′32″O / 33.57556, -96.07556. Según la Oficina del Censo de los Estados Unidos, Dodd City tiene una superficie total de 4.58 km², de la cual 4.58 km² corresponden a tierra firme y (0%) 0 km² es agua.

## Demografía
Según el censo de 2010, había 369 personas residiendo en Dodd City. La densidad de población era de 80,54 hab./km². De los 369 habitantes, Dodd City estaba compuesto por el 92.95% blancos, el 2.71% eran afroamericanos, el 0.27% eran amerindios, el 0% eran asiáticos, el 0% eran isleños del Pacífico, el 0.27% eran de otras razas y el 3.79% pertenecían a dos o más razas. Del total de la población el 1.9% eran hispanos o latinos de cualquier raza.